# Phil Hickey
Philip James „Phil“ Hickey (* 4. August 1964 in San Francisco) ist ein US-amerikanischer Footballtrainer und ehemaliger -spieler.

## Leben
Hickey war als Jugendlicher Mitglied der Schulmannschaft der Clovis West High School im kalifornischen Fresno. Anschließend spielte der Quarterback in den Jahren 1983 und 1984 am Kings River Community College (später in Reedley College umbenannt) sowie 1985 und 1986 an der Sacramento State University. 1987 war Hickey an der Hiram Johnson High School in Sacramento im Trainerstab tätig, 1988 dann in derselben Stadt gelegenen Christian Brothers High School.
Hickey nahm seine Spielerlaufbahn wieder auf und ging in die Niederlande, wo er 1988 und 1989 für die Den Haag Raiders als Spielertrainer arbeitete. 1990 bei den Amsterdam Crusaders war er ausschließlich als Trainer tätig, betreute dort die Quarterbacks und war für die Koordinierung des Angriffsspiels der Mannschaft zuständig.
Anschließend wechselte er zu den Munich Cowboys nach Deutschland. Bei den Münchnern war Hickey von 1990 bis 1993 wieder in Doppelrolle als Spieler und Trainer beschäftigt: Er wurde auf der Quarterback-Position eingesetzt und war gleichzeitig Assistenztrainer. 1993 gewann er mit München die deutsche Meisterschaft: Im Endspiel wurden die Cologne Crocodiles in der Verlängerung besiegt. Im Jahr 1994 gehörte Hickey zum Trainerstab der Mannschaft Munich Thunder, die in der Football League of Europe antrat, und übernahm dort auch organisatorische Tätigkeiten. Er kehrte zu den Munich Cowboys zurück, die er in den Spieljahren 1995 und 1996 als Cheftrainer in der Football-Bundesliga jeweils ins Viertelfinale führte, in dem man in beiden Jahren ausschied.
In der Saison 1997 betreute er als Assistenztrainer bei den Hamburg Blue Devils die Positionen Quarterback und Wide Receiver und trug auf diese Weise dazu bei, dass die Hamburger Ende Juni 1997 den Eurobowl gewannen. Er wechselte anschließend in die Verwaltung der NFL Europe und wurde dort für die Footballentwicklung zuständig. Diese Stelle hatte Hickey bis 2000 inne. Teils gleichzeitig (1997 bis 1999) war er Mitglied der Trainerriege der deutschen Nationalmannschaft und in diesem Amt für die Koordinierung des Angriffsspiels sowie die Betreuung der Positionen Quarterback und Wide Receiver verantwortlich.
Er ging in sein Heimatland zurück und arbeitete in den Jahren 2000 und 2001 für die Mannschaft Los Angeles XTreme in der Liga XFL als Direktor des Spielbetriebes. 2002 war Hickey Mitarbeiter des Organisationskomitees der Olympischen Winterspiele in Salt Lake City. Zwischen 2004 und 2007 hatte er das Geschäftsführeramt bei Berlin Thunder in der NFL Europe inne. Zusätzlich wurde Hickey ab 2004 für den Footballverband Dänemarks tätig, war Mitglied des Trainerstabs der Nationalmannschaft und führte Lehrveranstaltungen durch. Im Vorfeld der Saison 2008 trat er den Cheftrainerposten beim Regionalligisten Leipzig Lions an blieb bis November 2009 im Amt. Im Frühjahr 2008 gründete Hickey eine Veranstaltungsagentur, mit der er neben seinen Aufgaben als Footballtrainer unter anderem im Logistikbereich während der Leichtathletik-Weltmeisterschaften 2009 in Berlin tätig war.
Mitte Februar 2010 kehrte er zu den Munich Cowboys und damit in die höchste deutsche Spielklasse zurück. Er wurde in München Cheftrainer. Ab Januar 2011 war er zusätzlich wieder für die deutsche Nationalmannschaft tätig und wurde im Trainerstab für die Quarterbacks zuständig (unter anderem bei der Weltmeisterschaft 2011). Hickey verließ die Munich Cowboys Anfang August 2011, um ein Angebot des Ligakonkurrenten Braunschweig Lions, dort Cheftrainer und Geschäftsführer zu werden, anzunehmen. Anfang November 2012 trennten sich Hickey und die Braunschweiger Mannschaft, nachdem er mit den Niedersachsen im Spieljahr 2012 den sechsten Tabellenplatz der GFL-Nordstaffel erreicht hatte.
Hickey wurde Ende Dezember 2012 als neuer Cheftrainer des Zweitligaaufsteigers Rostock Griffins vorgestellt. Er blieb ein Jahr in Rostock. Hickey, der unter anderem bei Einzelübungsstunden sowie bei Campveranstaltungen Footballtraining in Deutschland und nach seiner Rückkehr in die Vereinigten Staaten auch in seinem Heimatland anbot, trat im Sommer 2017 eine Stelle als Lehrer an der Parkwood Elementary School im kalifornischen Madera an.